# Буле Тијери
Буле Тијери (фр. Boullay-Thierry) насеље је и општина у централној Француској у региону Центар (регион), у департману Ер и Лоар која припада префектури Дре.
По подацима из 2011. године у општини је живело 582 становника, а густина насељености је износила 45,22 становника/km². Општина се простире на површини од 12,87 km². Налази се на средњој надморској висини од 150 метара (максималној 176 m, а минималној 110 m).

## Демографија
| 1962. | 1968. | 1975. | 1982. | 1990. | 1999. | 2011. |
| ----- | ----- | ----- | ----- | ----- | ----- | ----- |
| 228   | 234   | 282   | 324   | 348   | 483   | 582   |

График промене броја становника у току последњих година